# Sala de redação
Sala de redação (por vezes identificada pelo termo em inglês newsroom) é o local onde trabalham jornalistas, repórteres, editores, produtores e outros profissionais relacionados à edição de notícias para publicações em jornais e revistas ou transmissão em televisão ou rádio.
Nas salas de redação televisivas é comum encontrar uma ou mais bancadas de onde são apresentados os telejornais. Quando é o caso, quase sempre a sala de redação é exibida ao fundo dos apresentadores, compondo o cenário do telejornal. Porém, isto não é uma regra. Entre os telejornais que têm salas de redação ao fundo, podem-se destacar o Jornal Nacional e o Jornal da Record, noticiários principais de duas das maiores emissoras de televisão do Brasil.
A definição "sala de redação" (newsroom) por vezes é mencionada simplesmente "redação".